# Xã Dazey, Quận Barnes, Bắc Dakota
Xã Dazey (tiếng Anh: Dazey Township) là một xã thuộc quận Barnes, tiểu bang Bắc Dakota, Hoa Kỳ. Năm 2010, dân số của xã này là 51 người.